# ガイウス・ナウティウス・ルティルス (紀元前475年の執政官)
ガイウス・ナウティウス・ルティルス（ラテン語: Gaius Nautius Rutilus、生没年不詳）は共和政ローマ初期の政治家・軍人。紀元前475年と紀元前458年に執政官（コンスル）を務めた。

## 家族
パトリキ（貴族）であるナウティウス氏族の出身。ハリカルナッソスのディオニュシオスによれば、ナウティウス氏族はアイネイアースと共に移住してきた者の一人であり、アテナに仕える神官の出で、トロイの陥落時に女神の木像を持ち出しており、代々それを受け継いできたという。
父も祖父もプラエノーメン（第一名、個人名）はスプリウスである。紀元前488年の執政官スプリウス・ナウティウス・ルティルスは兄または父とされる。

## 一回目の執政官（紀元前475年）
紀元前475年に、プブリウス・ウァレリウス・プブリコラと共に執政官に就任。この年は、護民官ルキウス・カエディキウスとティトゥス・スタティウスによる前年の執政官スプリウス・セルウィリウス・ストルクトゥスの告発で始まった。罪状は最終的な勝利は得たもののヤニクルムの丘の戦いでの軍の指揮の不手際であった。ストルクトゥスは同僚執政官アウルス・ウェルギニウス・トリコストゥス・ルティルスの弁護もあって、無罪を勝ち取った。
同僚執政官のプブリコラは、ウェイイ郊外に陣を取ったウェイイ・サビニ連合軍に対処することとなり、ルティルスはローマと同盟するラティウム同盟をウォルスキとアエクイの侵攻から防衛することとなった。
ティトゥス・リウィウスによれば、ローマがラティウムに軍を進めたのは、実際の危機に対応するためと言うより、ラティウムにおける自身の優越性を見せるためであったとされる。ウォルスキ軍が出撃して来なかったため、ローマ軍は会戦を実施できず、一連の略奪を行っただけで作戦を終了した。
他方、ハリカルナッソスのディオニュシオスによると、ルティルスはプブリコラの戦闘の勝利を確認した後にローマを出発したが、既にラティウム軍がウォウスキ軍を撃退したため、介入すること無しにローマに戻ったとされる。

## 二度目の執政官（紀元前458年）
紀元前458年、ルティルスは二度目の執政官に就任した。同僚執政官はルキウス・ミヌキウス・エスクィリヌス・アウグリヌスであった。両執政官は二つの重要な問題に対処しなければならなかった。一つは紀元前461年にルキウス・クィンクティウス・キンキナトゥスの息子カエソを追放刑に追い込んでいた護民官マルクス・ウォルスキウス・フィクトルに対する裁判であり、もう一つはここ数年に渡って議論されてきたテレンティリウス法（執政官の権限を制限するために五人委員会を設置する）であった。政治闘争はクァエストル（財務官）のティトゥス・クィンクティウス・カピトリヌスがフィクトルの孫を告発したことによって悪化した。一方では護民官のアウルス・ウィルギニウスがテレンティリウス法を成立させようとしていた。
この法律を審査するために、両執政官は2ヶ月間の猶予を与えられたが、その間にサビニとアエクイとの戦いが勃発した。
ルティルスはサビニと戦うこととなった。ルティルスはサビニ軍をその領土に押し戻し、彼らがローマに与えた以上の損害を与えた。
ルティルスはローマに帰還したが、同僚のアウグリヌスはアエクイに包囲されていた。ここでルティルスはルキウス・クィンクティウス・キンキナトゥスを独裁官（ディクタトル）に指名し、アウグリヌスを支援させた。キンキナトゥスはアルギドゥス山の戦い（en）でアエクイ軍に勝利し、3本の槍で作ったくびきの下を潜らせるという条件で講和を結んだ（後にカウディウムの戦いで敗北したローマ軍が同じ屈辱を受けている）。この間にルティルスはサビニに再度侵攻し、決定的な勝利を得て戦争を終結させた。

## 参考資料
- ハリカルナッソスのディオニュシオス『ローマ古代誌』
- ティトゥス・リウィウス『ローマ建国史』